# ألبير بسيس
ألبير بسيس، ولد في 6 يناير 1885 في قرطاج وتوفي في 25 سبتمبر 1972 في تونس العاصمة، هو محامي وسياسي تونسي.

هو أول برلماني تونسي من الديانة اليهودية (رفقة أندريه باروش)، وأول وزير تونسي يهودي بعد الاستقلال الداخلي.

## السيرة الذاتية
ولد ألبير بسيس لعائلة يهودية تونسية، زاول تعليمه في معهد كارنو بتونس، قبل أن يواصل دراسة القانون في باريس.

بعد دخوله للمجال السياسي، عين عضوا ممثلا لليهود في القسم التونسي من المجلس الأكبر بين 1934 و1952. شغل أثناء الاستعمار الفرنسي منصب عميد المحامين التونسيين وشارك في «لجنة الأربعين» التي رفضت الإصلاحات التي اقترحها المقيم العام الفرنسي جان دو هوتكلوك، وكان أحد مقرريها الأربعة.

بعد تحصل تونس على استقلالها الداخلي، عين ألبير بسيس في 18 سبتمبر 1955 كوزير للتخطيط العمراني في حكومة الطاهر بن عمار وذلك حتى 9 أبريل 1956، أين عوضه أندريه باروش، وكلاهما كانا أولا وزيرين يهوديين تونسيين بعد الاستقلال الداخلي.

بعد الاستقلال، انتخب في 25 مارس 1956 عضوا في المجلس القومي التأسيسي عن ضواحي تونس العاصمة، وأصبح بذلك أول برلماني تونسي من الديانة اليهودية (رفقة أندريه باروش). ثم انتخب لولايتين في مجلس الأمة: في المدة النيابية الأولى إثر انتخابات 8 نوفمبر 1959 والمدة النيابية الثانية إثر انتخابات نوفمبر 1964، وبقي في المجلس حتى 1969.

## مقالات ذات صلة
- يهود تونس

## روابط خارجية
- ألبير بسيس على موقع harissa.com.